# ウェブスタッフ
ウェブスタッフ株式会社（英: WEB STAFF Co.,Ltd.）は、東京都渋谷区に本社を置く、IT・Web分野に特化した人材サービス会社である。人材派遣、人材紹介、コンサルティング、アウトソーシングのソリューションを提供する。また、同名のブランドで求人情報サービスサイトを運営している。日本人材派遣協会会員。

## 概要
Web専門人材派遣会社「東京ウェブデザイン株式会社」として、1998年に設立。インターネット・ビジネス・ジャパン株式会社（IBJ）を母体企業としたIBJグループに属す。
2010年には中国大連に支社を立ち上げ、海外アウトソーシング事業に着手。
2012年には中国最大の実名制SNSを運営する中国企業と提携し、国内向けの代理店業務を開始する。
また、同2012年に在宅ワークを切り口にソリューションを提供する子会社「ホームワーカーズコミュニティ株式会社」を設立。
2013年にはインドにて、インド工科大学（IITs）の理工系学生を対象とした「IITs スカウティング プロジェクト」を始動。2016年、インターンシップを通してインド工科大学生を採用するプログラム「PIITs（ピート）」サービスを開始し、正社員雇用につなげる。
求人サイト - IT・Web分野に特化した求人サイト。Webクリエイターのための転職サポートも手掛ける。

## 沿革
- 1998年
  - 10月 - 東京都新宿区に、Web専門人材派遣会社「東京ウェブデザイン株式会社」を設立
- 1999年
  - 8月 - 労働派遣事業許認可(厚生労働大臣許可番号　般080302)を取得
- 2000年
  - 10月 - 親会社インターネット・ビジネス・ジャパン株式会社がW3C(World Wide Web consortium)に加盟
- 2001年
  - 2月 - 東京ウェブデザインを「ウェブスタッフ株式会社」と改称
- 2006年
  - 1月 - 大阪支社を開設
- 2008年
  - 1月 - 社団法人 日本人材派遣協会元理事　廣田進氏を顧問に招聘
- 2010年
  - 9月 - 中国大連に支社を開設
- 2011年
  - 11月 - 京都登録センターを開設
- 2012年
  - 1月 - 子会社ホームワーカーズコミュニティ株式会社を設立
  - 10月 - 京都登録センターを京都営業所に拡大
- 2013年
  - 6月 - 福岡営業所を開設
  - 11月 - 本社を東京都渋谷区桜丘町に移転
- 2014年
  - 7月 - オンラインストレージサービス「S-Boxtorage」販売開始
  - 11月 - 札幌営業所を設立
- 2015年
  - 1月 - 仙台営業所を設立
  - 5月 - 英国ロンドン支社を開設
- 2016年
  - 3月	インド工科大学の理工系学生を対象としたインターンシップサービス「PIITs」開始
- 2017年
  - 3月	「PIITs」が外務省より「日印友好交流年記念事業」に認定[3]

## 対象職種
- Webデザイナー
- コーダー
- フロントエンドエンジニア
- Webプロデューサー
- Webディレクター、
- システムエンジニア、プログラマ
- Webマーケター
- Webオペレーター
- サイト運営、
- サーバー・ネットワークエンジニア
- DTP、グラフィックデザイナー
- 事務 / 営業 / その他

## グループ企業
- インターネット・ビジネス・ジャパン株式会社 - IBJグループ
- インターネット・アカデミー -  Web技術者育成スクール事業
- ITRA株式会社 - Webコンテンツソリューション事業
- ホームワーカーズコミュニティ株式会社 - フリーランス支援事業